# UCI Africa Tour 2018
El UCI Africa Tour 2018 fue la decimocuarta edición del calendario ciclístico internacional africano. Se inició el 27 de octubre de 2017 con el Tour de Faso y finalizó el 30 de septiembre de 2018 en Camerún, con el Gran Premio de Chantal Biya, disputándose así un total de 17 carreras.

## Equipos
Los equipos que pueden participar en las diferentes carreras dependen de la categoría de las mismas. A mayor nivel de una carrera pueden participar equipos de más nivel. Los equipos UCI WorldTeam, solo pueden participar de las carreras .1 pero tienen cupo limitado para competir, y los puntos que logran sus ciclistas no van a la clasificación. 
| Categoría | Categoría                    | Equipos |
| --------- | ---------------------------- | --- |
| .1        | 1.1 (Carrera de un día)      | * ProTeam (max 50%) * Profesionales Continentales * Continentales * Selecciones nacionales                 |
| .1        | 2.1 (Carrera de varios días) | * ProTeam (max 50%) * Profesionales Continentales * Continentales * Selecciones nacionales                 |
| .2        | 1.2 (Carrera de un día)      | * Profesionales Continentales * Continentales * Selecciones nacionales * Selecciones regionales * Amateurs |
| .2        | 2.2 (Carrera de varios días) | * Profesionales Continentales * Continentales * Selecciones nacionales * Selecciones regionales * Amateurs |

## Calendario
Las siguientes son las carreras que componen el calendario UCI Africa Tour aprobado por la UCI

### Octubre 2017
| Fecha | Carrera      | Cat. | Ganador             | Equipo             |
| ----- | ------------ | ---- | ------------------- | ------------------ |
| 27-5  | Tour de Faso | 2.2  | Salaheddine Mraouni | Kuwait-Cartucho.es |

### Noviembre 2017
| Fecha | Carrera        | Cat. | Ganador        | Equipo                     |
| ----- | -------------- | ---- | -------------- | -------------------------- |
| 12-19 | Tour de Ruanda | 2.2  | Joseph Areruya | Dimension Data for Qhubeka |

### Enero
| Fecha | Carrera                       | Cat. | Ganador        | Equipo                 |
| ----- | ----------------------------- | ---- | -------------- | ---------------------- |
| 15-21 | Tropicale Amissa Bongo        | 2.1  | Joseph Areruya | Selección de Ruanda    |
| 26-29 | Tour International des Zibans | 2.2  | Abdellah Hida  | Selección de Marruecos |

### Febrero
| Fecha | Carrera                            | Cat. | Ganador                | Equipo        |
| ----- | ---------------------------------- | ---- | ---------------------- | ------------- |
| 20-23 | Gran Premio Internacional de Argel | 2.2  | Charálampos Kastrantás | Java Partizan |

### Marzo
| Fecha | Carrera                                     | Cat. | Ganador        | Equipo                               |
| ----- | ------------------------------------------- | ---- | -------------- | ------------------------------------ |
| 20-21 | Tour de la Farmacia Central de Túnez        | 2.2  | Gaëtan Bille   | Sovac-Natura4Ever                    |
| 23    | Gran Premio de la Farmacia Central de Túnez | 1.2  | Gruffudd Lewis | Ribble Pro Cycling                   |
| 27-2  | Tour de Argelia                             | 2.2  | Azzedine Lagab | Groupement Sportif Pétrolier Algérie |

### Abril
| Fecha | Carrera           | Cat. | Ganador       | Equipo            |
| ----- | ----------------- | ---- | ------------- | ----------------- |
| 6-15  | Tour de Marruecos | 2.2  | David Rivière | Vendée U          |
| 22-29 | Tour de Senegal   | 2.2  | Dan Craven    | Embrace The World |
| 23-26 | Tour de Limpopo   | 2.2  | Gustav Basson | ProTouch Sports   |

### Mayo
| Fecha | Carrera                   | Cat. | Ganador                 | Equipo              |
| ----- | ------------------------- | ---- | ----------------------- | ------------------- |
| 4-7   | Tour de la Wilaya de Orán | 2.2  | Laurent Évrard          | Sovac-Natura4Ever   |
| 6     | 100 Cycle Challenge       | 1.2  | Nolan Hoffman           | BCX                 |
| 26-3  | Tour de Camerún           | 2.2  | Bonaventure Uwizeyimana | Selección de Ruanda |

### Agosto
| Fecha | Carrera        | Cat. | Ganador        | Equipo                     |
| ----- | -------------- | ---- | -------------- | -------------------------- |
| 5-12  | Tour de Ruanda | 2.2  | Samuel Mugisha | Dimension Data for Qhubeka |

### Septiembre
| Fecha | Carrera                                      | Cat. | Ganador      | Equipo                       |
| ----- | -------------------------------------------- | ---- | ------------ | ---------------------------- |
| 9-15  | Tour de la Reconciliación de Costa de Marfil | 2.2  | Isiaka Cissé | Selección de Costa de Marfil |
| 26-30 | Gran Premio de Chantal Biya                  | 2.2  | Juraj Bellan | Dukla Banská Bystrica        |

## Clasificaciones finales
- Nota: Clasificaciones actualizadas al 21 de octubre tras el término de la temporada.[2][3]

### Individual
La integran todos los ciclistas que logren puntos pudiendo pertenecer tanto a equipos amateurs como profesionales, inclusive los equipos UCI WorldTeam.
| Posición | Ciclista                | Puntos |
| -------- | ----------------------- | ------ |
| 1.º      | Joseph Areruya          | 487,75 |
| 2.º      | Youcef Reguigui         | 356    |
| 3.º      | Azzedine Lagab          | 343    |
| 4.º      | Amanuel Ghebreigzabhier | 267,5  |
| 5.º      | Metkel Eyob             | 261,5  |
| 6.º      | Mekseb Debesay          | 212,5  |
| 7.º      | Ali Nouisri             | 199    |
| 8.º      | Didier Munyaneza        | 175    |
| 9.º      | Abdessadek Kouna        | 150    |
| 10.º     | Daryl Impey             | 150    |

| 11.º | Jean Bosco Nsengimana   | 127,75 |
| 12.º | Gustav Basson           | 124,17 |
| 13.º | Eddie Van Heerden       | 123    |
| 14.º | Isiaka Cissé            | 123    |
| 15.º | Yacine Hamza            | 120    |
| 16.º | Nikodemus Holler        | 116    |
| 17.º | Meher Hasnaoui          | 113    |
| 18.º | Bonaventure Uwizeyimana | 105    |
| 19.º | Abderrahmane Hamza      | 97     |
| 20.º | Henok Mulueberhan       | 95     |

### Equipos
A partir de 2016 y debido a cambios reglamentarios, todos los equipos profesionales entran en esta clasificación, incluso los UCI WorldTeam que hasta la temporada anterior no puntuaban. Se confecciona con la sumatoria de puntos que obtenga un equipo con sus 8 mejores corredores en la clasificación individual. La clasificación también la integran equipos que no estén registrados en el continente.
| Posición | Equipo                       | Puntos |
| -------- | ---------------------------- | ------ |
| 1.º      | Sovac-Natura4Ever            | 771    |
| 2.º      | Delko Marseille Provence KTM | 581,75 |
| 3.º      | GS Pétrolier Algérie         | 520    |
| 4.º      | Terengganu                   | 384,5  |
| 5.º      | VIB Sports                   | 307    |

| 6.º  | Bike Aid                   | 263,5  |
| 7.º  | Dimension Data for Qhubeka | 195,75 |
| 8.º  | Direct Énergie             | 187    |
| 9.º  | Sharjah                    | 182    |
| 10.º | Dukla Banská Bystrica      | 156    |

### Países
Se confecciona mediante los puntos de los 8 mejores ciclistas de un país, no solo los que logren en este Circuito Continental, sino también los logrados en todos los circuitos. E incluso si un corredor de un país de este circuito, solo logra puntos en otro circuito (Europa, Asia, America, Oceanía), sus puntos van a esta clasificación. Los ciclistas pueden pertenecer tanto a equipos amateurs como profesionales.
| Posición | País      | Puntos |
| -------- | --------- | ------ |
| 1.º      | Eritrea   | 1402,5 |
| 2.°      | Argelia   | 1203   |
| 3.º      | Ruanda    | 1159,5 |
| 4.º      | Sudáfrica | 963,07 |
| 5.º      | Marruecos | 673,5  |

| 6.º  | Túnez           | 558    |
| 7.º  | Etiopía         | 341    |
| 8.º  | Namibia         | 286    |
| 9.º  | Mauricio        | 207,85 |
| 10.º | Costa de Marfil | 178    |

### Países sub-23
| Posición | País      | Puntos |
| -------- | --------- | ------ |
| 1.º      | Ruanda    | 875,75 |
| 2.º      | Marruecos | 507    |
| 3.º      | Argelia   | 367    |
| 4.º      | Sudáfrica | 336,67 |
| 5.º      | Eritrea   | 262,5  |

## Evolución de las clasificaciones
| Fecha            | Clasificación individual | Clasificación por equipos  | Clasificación por países | Clasificación por países sub-23 |
| ---------------- | ------------------------ | -------------------------- | ------------------------ | ------------------------------- |
| 31 de enero      | Willie Smit              | Bike Aid                   | Eritrea                  | Eritrea                         |
| 28 de febrero    | Joseph Areruya           | Dimension Data for Qhubeka | Eritrea                  | Ruanda                          |
| 31 de marzo      | Joseph Areruya           | Sovac-Natura4Ever          | Eritrea                  | Ruanda                          |
| 30 de abril      | Joseph Areruya           | Sovac-Natura4Ever          | Eritrea                  | Ruanda                          |
| 31 de mayo       | Joseph Areruya           | Sovac-Natura4Ever          | Eritrea                  | Ruanda                          |
| 30 de junio      | Joseph Areruya           | Sovac-Natura4Ever          | Eritrea                  | Ruanda                          |
| 31 de julio      | Joseph Areruya           | Sovac-Natura4Ever          | Eritrea                  | Ruanda                          |
| 31 de agosto     | Joseph Areruya           | Sovac-Natura4Ever          | Eritrea                  | Ruanda                          |
| 30 de septiembre | Joseph Areruya           | Sovac-Natura4Ever          | Eritrea                  | Ruanda                          |
| 21 de octubre    | Joseph Areruya           | Sovac-Natura4Ever          | Eritrea                  | Ruanda                          |
| Final            | Joseph Areruya           | Sovac-Natura4Ever          | Eritrea                  | Ruanda                          |